# Abirateron
Abirateron (łac. abirateronum) – antyandrogen, nieodwracalny selektywny inhibitor CYP17A stosowany w leczeniu raka gruczołu krokowego.

## Mechanizm działania

Schemat steroidogenezy

Rak gruczołu krokowego jest w dużym stopniu zależny od androgenów, które oddziaływając za pośrednictwem swoich receptorów promują wzrost i proliferację komórek nowotworowych raka gruczołu krokowego. Deprywacja androgenów u większości chorych pozwala uzyskać długotrwałą kontrolę choroby, jednak po różnym okresie, pomimo uzyskania spadku stężenia androgenów do poziomu kastracyjnego, dochodzi do progresji choroby i rozwoju raka opornego na kastrację. Oporność na kastrację może rozwijać się w kilku mechanizmach. Może być ona następstwem mutacji genu receptora androgenowego pozwalającej na utratę jego swoistości wobec androgenów i umożliwiającej aktywację receptora pod wpływem innych hormonów steroidowych jak glikokortykoidy, estrogeny, progestageny, a nawet antyandrogeny. Inną drogą prowadzącą do oporności na kastrację jest amplifikacja genu receptora androgenowego oraz powstanie mechanizmów uniezależniających ekspresję określonych genów bez obecności liganda, takich jak powstanie genu fuzyjnego TMPRSS2-ETS.
Abirateron jest nieodwracalnym selektywnym inhibitorem CYP17A, enzymu pełniącego kluczową rolę w syntezie androgenów, w wyniku czego dochodzi do zablokowania syntezy androgenów. Jednocześnie spadkowi stężenia androgenów towarzyszy zmniejszenie stężenia kortyzolu oraz wzrostu stężenia mineralokortykoidów: deoksykortykosteronu i kortykosteronu.
CYP17A jest enzymem o aktywności 17α-hydroksylazy i C17,20-liazy, bierze on udział w syntezie androgenów i glikokortykosteroidów. Synteza hormonów steroidowych rozpoczyna się od przekształcenia cholesterolu w pregnenolon, który może być przekształcany przez 17α-hydroksylazę w 17α-hydroksypregnenolon lub za pomocą 3β-HSD ulec przekształceniu w progesteron. Progesteron za pomocą 17α-hydroksylazy jest przekształcany 17α-hydroksyprogesteron. W kolejnym etapie C17,20-liaza katalizuje przemianę 17a-hydroksyprogesteronu w androstendion i hydroksypregnenolon w dehydroepiandrosteron. Androstendion i dehydroepiandrosteron przez kolejne enzymy są ostatecznie przekształcane w testosteron i dihydrotestosteron.
Z punktu widzenia blokowania syntezy androgenów niekorzystna jest rola CYP17 w produkcji kortykosteroidów. 17α-hydroksypregnenolon i 17α-hydroksyprogesteron są również prekursorami kortyzolu, dlatego w konsekwencji zablokowania funkcji 17α-hydroksylazy dochodzi do zmniejszenia produkcji kortyzolu. Utrzymujący się niedobór glikokortykosteroidów za pośrednictwem ACTH stymuluje do dalszego wytwarzania prekursorów kortyzolu, które z powodu braku aktywności 17α-hydroksylazy są przekształcane do kortykosteronu będącego słabym glikokortykoidem i mineralokortykoidem. Jego działanie mineralokortykoidowe skutkuje zatrzymaniem płynów, hipokaliemią i nadciśnieniem tętniczym.

## Wskazania
Abirateron jest stosowany w skojarzeniu z prednizonem lub prednizolonem w leczeniu przerzutowego raka gruczołu krokowego opornego na kastrację u chorych bezobjawowych lub z objawami o niewielkim nasileniu po nieskuteczności hormonoterapii, gdy zastosowanie chemioterapii nie jest jeszcze wskazane. Drugim zastosowaniem abirateronu jest leczenie przerzutowego raka gruczołu krokowego opornego na kastrację po progresji w trakcie lub po chemioterapii opartej na docetakselu.

## Badania kliniczne
Skuteczność abirateronu w leczeniu chorych na przerzutowego raka gruczołu krokowego opornego na kastrację oceniono w dwóch wieloośrodkowych randomizowanych badaniach III fazy.
W badaniu III fazy COU-AA-302 1088 chorych bezobjawowych lub z objawami o niewielkim nasileniu nie leczonych wcześniej chemioterapią losowo przydzielono do grupy otrzymującej abirateron z prednizonem lub do grupy otrzymującej placebo z prednizonem. Z badania wykluczono chorych z rozsiewem do narządów wewnętrznych oraz otrzymujących wcześniej ketokonazol. Wykazano znaczącą poprawę mediany przeżycia wolnego od radiologicznej progresji (rPFS) wynoszącej 16,5 miesiąca w grupie leczonych abirateronem i 8,3 miesiąca w grupie leczonej placebo z prednizonem oraz poprawę mediany przeżycia całkowitego (OS) wynoszącej odpowiednio 34,7 miesiąca w grupie leczonych abirateronem i 30,3 miesiąca w grupie leczonej placebo z prednizonem. Zaobserwowano również poprawę drugorzędowych punktów końcowych (czas do progresji PSA wg kryteriów PCWG2, czas do zastosowania opioidów w bólu nowotworowym, czas do włączenia chemioterapii, czas do pogorszenia punktacji wydolności ECOG o ≥1 punkt, odsetek odpowiedzi obiektywnej).
Skuteczność abirateronu w kolejnej linii leczenia przerzutowego raka gruczołu krokowego opornego na kastrację po progresji po chemioterapii z docetaksalem oceniło badanie COU-AA-301. Chorzy losowo otrzymywali abirateron z prednizonem lub otrzymywali placebo z prednizonem. Pierwszorzędowym punktem końcowym było przeżycie całkowite (OS) leczonych. Wykazano poprawę mediany czasu przeżycia chorych stosujących abirateron, u których wynosiła ona 15,8 miesiąca, podczas gdy w grupie otrzymującej placebo mediana przeżycia całkowitego sięgała 11,2 miesiąca. Podobnie abirateron poprawiał wyniki drugorzędowych punktów końcowych (odsetek odpowiedzi PSA, mediana czasu do progresji PSA, mediana czasu przeżycia bez radiograficznej progresji).

## Przeciwwskazania
Do przeciwwskazań należą:
- nadwrażliwość na lek lub substancję pomocniczą,
- ciąża,
- ciężkie zaburzenia czynności wątroby (klasa C według skali Childa-Pugha).

## Dawkowanie
Abirateron przyjmuje się w dawce 1000 mg (4 tabletki po 250 mg) jednorazowo raz dziennie w połączeniu z małą dawką prednizonu lub prednizolonu (zwykle 10 mg na dobę). Lek należy przyjmować na czczo (godzinę przed posiłkiem lub dwie godziny po posiłku). W trakcie leczenia abirateronem kontynuuje się ablację androgenową. W przypadku pominięcia dawki abirateronu leczenie kontynuuje się poprzez przyjęcie kolejnej dawki leku.

## Farmakokinetyka
Abirateron jest podawany drogą doustną, lek powinien być przyjmowany na czczo. Przyjęcie abirateronu z pokarmem znacznie zwiększa jego wchłanianie skutkując różnym zwiększeniem AUC (pole powierzchni pod krzywą zależności stężenia leku we krwi od czasu) oraz Cmax (maksymalne stężenie leku), a ze względu na zmienność spożywanych pokarmów przyjmowanie leku podczas posiłków powoduje zmienność ekspozycji na lek. We krwi wiąże się z białkami osocza w 99,8%. Metabolizowany w wątrobie, okres półtrwania leku wynosi 15 godzin. Wydalany głównie z kałem, częściowo z moczem, głównie pod postacią niezmienioną.

## Interakcje
Pokarm zwiększa wchłanianie leku, dlatego nie powinien być przyjmowany razem z jedzeniem. Podczas leczenia unika się stosowania silnych induktorów CYP3A4 (fenytoina, karbamazepina, ryfampicyna, ryfabutyna, ryfapentyna, fenobarbital). Abirateron jest inhibitorem enzymów CYP2D6 i CYP2C8.

## Działania niepożądane
Do działań niepożądanych leku należy:
- bardzo często[b]: infekcja dróg moczowych, hipokaliemia, nadciśnienie tętnicze, biegunka, obrzęk
- często[c]: sepsa, hipertriglicerydemia, niewydolność serca, choroba niedokrwienna serca, niemiarowość, migotanie przedsionków, tachykardia, zwiększenie aktywności aminotransferazy alaninowej, zwiększenie aktywności aminotransferazy asparaginianowej, wysypka, krwiomocz, złamania
- niezbyt często[d]: niewydolność nadnerczy, miopatia, rabdomioliza
- rzadko[e]: alergiczne zapalenie pęcherzyków płucnych, nadostre zapalenie wątroby, ostra niewydolność wątroby
- częstość nieznana: zawał mięśnia sercowego, wydłużenie odstępu QT

## Specjalne środki ostrożności
Nadmiar mineralokortykosteroidów
Abirateron poprzez wpływ na zwiększenie stężenia mineralokortykosteroidów może powodować nadciśnienie tętnicze, hipokaliemię oraz zatrzymanie płynów. Podaż kortykosteroidu, poprzez zahamowanie wydzielania ACTH, zmniejsza ryzyko wystąpienia tych działań niepożądanych. Nie oceniono bezpieczeństwa stosowania leku u chorych z frakcją wyrzutową lewej komory (LVEF) poniżej 50% lub z niewydolnością serca w skali NYHA III lub IV. Ponadto z badania rejestracyjnego wykluczono chorych nie poddających się leczeniu nadciśnienia tętniczego lub potwierdzoną klinicznie istotną chorobą serca (zawał mięśnia sercowego albo zakrzepica tętnicza w ciągu ostatnich 6 miesięcy, ciężką albo niestabilną dusznicą bolesną, niewydolność serca klasy NYHA III lub IV, frakcja wyrzutowa lewej komory poniżej 50%, migotanie przedsionków, arytmie komorowe wymagające leczenia). Przed wdrożeniem leczenia abirateronem u chorych z niewydolnością serca i nadciśnieniem tętniczym konieczna jest optymalizacja leczenia. Okresowo ocenia się stężenie potasu, ciśnienie tętnicze, obecność klinicznych cech retencji płynów (obrzęki obwodowe, przyrost masy ciała) lub innych objawów niewydolności serca.
Zaburzenia czynności wątroby
Abirateron może powodować zwiększenie aktywności enzymów wątrobowych. Przed leczeniem, a następnie okresowo, kontroluje się aktywność aminotransferaz. W przypadku zwiększenia aktywności aminotransferaz 5-krotnie powyżej granicy normy leczenie przerywa się do czasu poprawy czynności wątroby, a w sytuacji zwiększenia aktywności aminotransferaz 20-krotnie powyżej górnej wartości normy kończy się leczenie abirateronem. Nie ma danych dotyczących bezpieczeństwa stosowania leku u chorych z umiarkowaną lub ciężką niewydolnością wątroby (klasy B i C według Child-Pugha). U chorych z umiarkowanym zaburzeniem czynności wątroby (klasa B według Child-Pugha) leczenie może być stosowane, gdy korzyści z leczenia przeważają nad ryzykiem.
Wcześniejsze stosowanie ketokonazolu
U chorych stosujących wcześniej ketokonazol w leczeniu raka gruczołu krokowego odpowiedź na leczenie jest słabsza.